# Station Évrehailles-Bauche
Het station Évrehailles-Bauche is een spoorwegstation langs spoorlijn 128 bij de dorpjes Évrehailles en Bauche in de gemeente Yvoir.
Het stationsgebouw is van het type 1893 L4 en werd opgetrokken in de lokale steen. Het gebouw heeft geen stationsfunctie meer, restaurant Le Terminus heeft nu haar onderkomen in het pand gevonden.
Het station heeft een goederenkoer en een uitwijkspoor.
Sinds 2015 is het station weer in gebruik als eindhalte van de toeristische trein, die vanuit Ciney over spoorlijn 128 rijdt.
0,0: Ciney ·
1,9: Halloy ·
3,5: Braibant ·
6,1: Sovet ·
6,9: Senenne ·
8,8: Spontin ·
9,8: Spontin-Sources ·
11,6: Dorinne-Durnal ·
14,2: Purnode ·
16,0: Évrehailles-Bauche ·
18,5: Yvoir-Carrière ·
20,7: Yvoir